# Elston Turner Jr.
Elston Howard Turner Jr. (Sacramento, California, 6 de mayo de 1990) es un exbaloncestista estadounidense. Con 1,95 metros de estatura, jugaba en la posición de escolta. Es hijo del homónimo Elston Turner, que disputó ocho temporadas en la NBA.

## Trayectoria deportiva

### Universidad
Jugó dos temporadas con los Huskies de la Universidad de Washington, en las que promedió 4,6 puntos y 2,0 rebotes por partido. En 2010 fue transferido a los Aggies de la Universidad de Texas A&M, donde pasó un año en blanco que impone la NCAA, tras el cual disputó dos temporadas más, en las que promedió 15,2 puntos, 3,2 rebotes y 2,2 asistencias por partido. En su último año fue incluido por los entrenadores y por Associated Press en el mejor quinteto de la Southeastern Conference.

### Profesional
Tras no ser elegido en el Draft de la NBA de 2013, disputó las Ligas de Verano de la NBA con los New Orleans Pelicans, donde en tres partidos promedió 2,0 puntos. En agosto de ese año formó su primero contrato profesional con el Victoria Libertas Pesaro de la Lega Basket Serie A italiana, donde jugó una temporada en la que promedió 17,1 puntos y 2,5 rebotes por partido.
En julio de 2014 fichó por el Élan Sportif Chalonnais francés, pero apenas disputó un par de partidos, para regresar a Italia en octubre y firmar por el New Basket Brindisi, Jugó una temporada en la que promedió 9,2 puntos y 2,9 rebotes por encuentro.
En julio de 2015, sin salir de la Serie A italiana, se comprometió con el Guerino Vanoli Basket. En su primer año en el equipo, jugando como titular, promedió 12,3 puntos y 2,7 rebotes por partido, lo que le valió la renovación por una temporada más.
El 29 de julio de 2017 se anunció su incorporación al Mens Sana Siena de la Serie A2, donde jugó 16 partidos, promediando 15, 4 puntos y 3,7 asistencias, pero fue cesado en el mes de enero, fichando inmediatamente por el Cuore Napoli hasta final de la temporada.
Tras cinco años en Italia, en julio de 2018 fichó por el Eisbären Bremerhaven de la Basketball Bundesliga alemana.
El 7 de agosto de 2021, fichó por Iraklis BC de la A1 Ethniki, la primera categoría del baloncesto griego.